# Dorfkirche Marwitz
Die Dorfkirche Marwitz ist eine evangelische Saalkirche aus dem Jahr 1767 in Marwitz, einem Ortsteil der Gemeinde Oberkrämer im Landkreis Oberhavel in Brandenburg. Die Kirchengemeinde gehört zum Kirchenkreis Oberes Havelland der Evangelischen Kirche Berlin-Brandenburg-schlesische Oberlausitz. Das Kirchengebäude steht seit dem Beginn des 21. Jahrhunderts unter Denkmalschutz.

## Lage und Beschreibung
Der Sakralbau befindet sich mitten auf dem ehemaligen Dorfanger auf einem leicht erhöhten Grundstück, das mit einer Hecke eingefriedet und von weiterer Wohnbebauung umgeben ist. Er prägt das Bild des Ortszentrums. Nahe der Kirche, ebenfalls auf dem Anger steht ein Kriegerdenkmal für die aus der Gemeinde Gefallenen des Ersten und Zweiten Weltkriegs. Zudem hat sich ebenfalls auf dem Anger die Freiwillige Feuerwehr des Ortes etabliert. Der Anger ist Teil der Landstraße 17 (Breite Straße) und verzweigt sich im historischen Zentrum.
Der verputzte Backstein-Kirchenbau ist weitestgehend im Originalzustand erhalten. – Im Inneren bemerkenswert ist eine Kanzelwand aus der zweiten Hälfte des 18. Jahrhunderts.

## Geschichte
Marwitz wurde erstmals im Jahr 1345 in seiner heute noch genutzten Schreibweise urkundlich erwähnt. Es gehörte vor 1350 dem Haus Bötzow und war 1450 insgesamt 66 Hufen groß. Da es zu dieser Zeit auch bereits zwei Pfarrhufen gab, ist es wahrscheinlich, dass es auch eine Dorfkirche gegeben hat (ebenso 1480). Im Jahr 1540 existierte ein Pfarrhaus mit zwei Hufen Landwirtschaftsfläche. Der Pfarrer erhielt Einkünfte aus dem Lämmerzehnt der Schäferei vor Marwitz.
Auf einem (diesem?) Vorgängerbau entstand im Jahr 1776 ein barocker Neubau, der vom Förderkreis Alte Kirchen Berlin-Brandenburg als „stattlich“ bezeichnet wird.
Im Jahr 1796 erhielt das Nassenheider Gotteshaus seine kleine Kirchenglocke
Nach der deutschen Wiedervereinigung und der Stärkung der Rolle der Kirchen in den neuen Bundesländern, ab dem Jahr 2017 konnte die Nassenheider Gemeinde ihr Gotteshaus sanieren und modernisieren. Dazu gab es vier Bauabschnitte.
Im zweiten Bauabschnitt wurde der Dachstuhl instand gesetzt, das Dach neu gedeckt, die Innendecke neu verputzt, eine Toilette eingebaut.
Im dritten Bauabschnitt 2019/2020 wurden neue bleiverglaste Kirchenfenster eingebaut. Sie sind mit einem Rautengitter als Flächenzier und in der oberen Mitte mit einem blauen Stern ausgestattet, die Bänder an den Rahmen erhielten farbige Glasstreifen. Der gesamte Innenraum wurde aufgefrischt und die Orgel neu aufgebaut. Die Winterkirche erfuhr im KJahr 2019 ebenfalls eine Modernisierung. Die bisherige Trennwand zum Kirchenhauptraum wich zugunsten einer Glaswand. Außen erhielt das Kirchengebäude frischen Putz. Wegen unklarer Finanzierungsmöglichkeiten wurden die Orgelverzierungen noch nicht abgeschlossen und die Winterkirche konnte zum übrigen Kirchenraum noch nicht abgedichtet werden (Stand Februar 2020).
Die Kosten für alle Sanierungsarbeiten betrugen mehr als 500.000 Euro, die aus Mitteln des Landes Brandenburg, der Landeskirche, des Kirchenkreises Oberes Havelland, der Gemeinde Löwenberger Land und Eigenmitteln der Kirchengemeinde samt vieler Spenden aufgebracht wurden.

## Architektur und Ausstattung

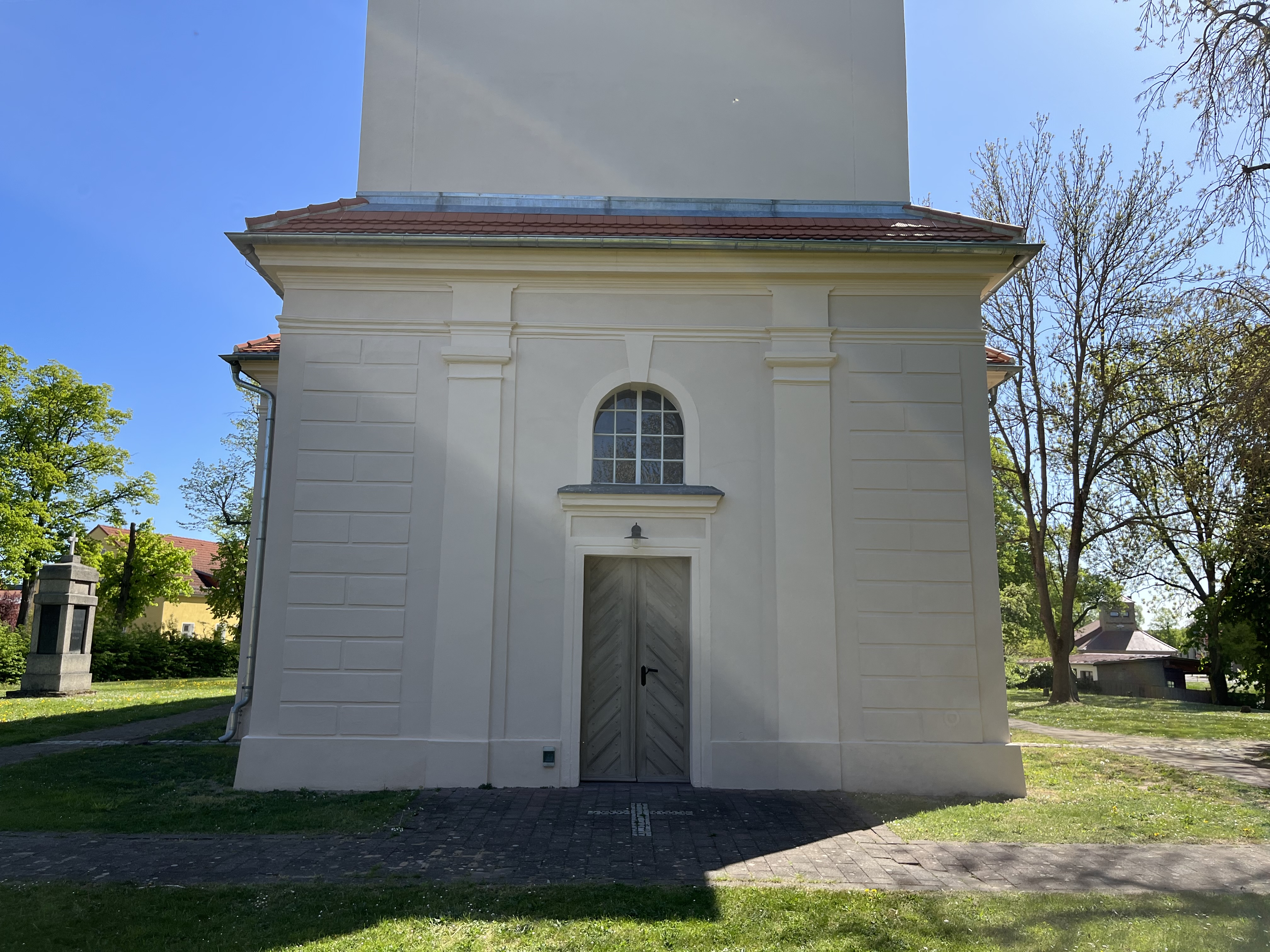
Westportal

### Kirchengebäude
Das Bauwerk entstand im Wesentlichen aus Mauersteinen, die anschließend verputzt wurden. Der Putz ist in zartem Orange und Beige zweifarbig ausgeführt.
Der Kirchturm mit Geläut hat einen quadratischen Grundriss und ist mit einem flachen Zeltdach abgeschlossen. Darüber erheben sich der Turmknauf und ein großes metallenes Kreuz.
Über der Glockenstube ist eine Kirchturmuhr von der Firma J. F. Weule mit runden Zifferblättern (nach allen vier Seiten) eingebaut.
Direkt im Turmunterbau und auf der Südseite der Kirche gibt es je einen Eingang. Fenster und Portale sind flach rundbogig ausgeführt.
Im Osten befindet sich in einem eingezogenen Anbau eine Sakristei. Sie hat einen rechteckigen Grundriss und an der Ostseite ein großes Rundbogenfenster. Dessen Form wird durch einen Putz mit einem Schlussstein nochmals betont. An der Nord- und Südseite sind ebenfalls gleichartige Öffnungen, die jedoch als Blenden ausgeführt wurden.
Daran schließt sich das Kirchenschiff an. Es hat einen rechteckigen Grundriss; die Längswände sind streng symmetrisch gegliedert. An der Nordwand befinden sich zunächst zwei große und ebenfalls rundbogenförmige Fenster. Mittig ist ein kleineres, rechteckiges Portal eingefügt; darüber eine halbkreisförmige Blende, gefolgt von zwei weiteren, ebenfalls rundbogenförmigen Fenstern. Das Portal ist durch Lisenen nochmals betont. Nord- und Südseite sind identisch gegliedert. Das Schiff trägt ein schlichtes Satteldach, das nach Osten hin abgewalmt ist.
Im Westen schließt sich der eingezogene, rechteckige Kirchturm an. Er stammt in Teilen vermutlich aus dem Vorgängerbau und wurde teilweise aus Feldsteinen errichtet, die ebenfalls verputzt wurden. Der Turm kann durch eine ebenfalls rechteckige Pforte von Westen her betreten werden. An der Nord- und Südseite befinden sich im unteren Geschoss wiederum Blenden, die in einem Quaderputz eingefasst wurden. Oberhalb erhebt sich das Turmgeschoss. Es hat an allen vier Seiten je eine rundbogenförmige Blende; an der West- und Ostseite jeweils gefolgt von einer Turmuhr, die in das Glockengeschoss ragt. Dort sind an jeder Seite je eine kleine und hochrechteckige Klangarkade eingefügt. Oberhalb erhebt sich ein Pyramidendach, das mit Turmkugel und Wetterfahne abschließt.

### Ausstattung

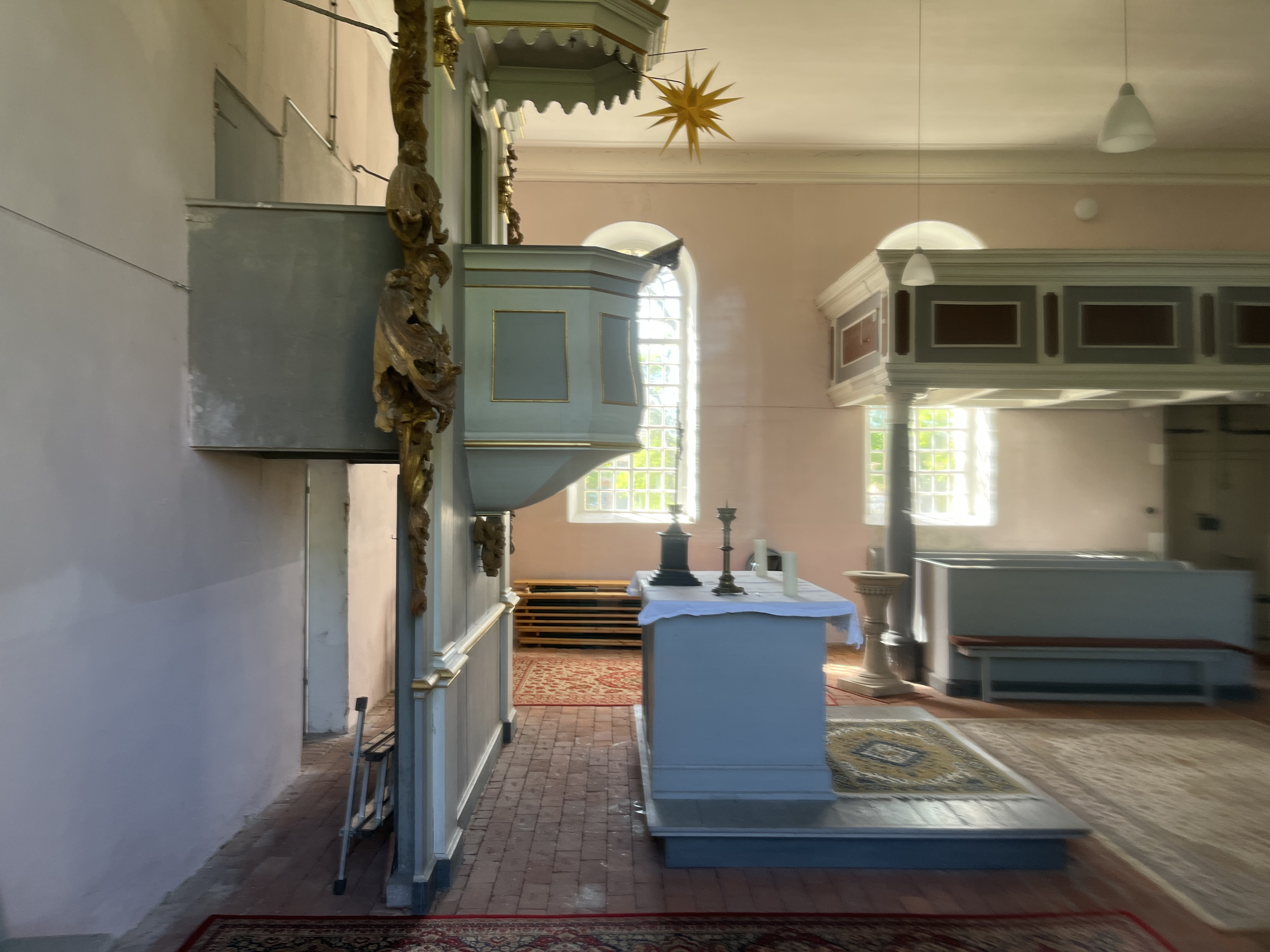
Blick ins Kirchenschiff

Die Kirchenausstattung, bestehend aus Kanzelaltar, Gestühl und Hufeisenempore, stammt einheitlich aus der Bauzeit. Auf dem einfachen Altartisch stehen zwei Altarleuchter und ein Kruzifix. Dahinter ist der Kanzelaltar mit einem sechseckigen Kanzelkorb aufgebaut. Dieser ist weiß gestrichen, mit leichten rosa Flächen und mit einem breiten vergoldeten Streifen verziert.
Zwischen Altartisch und Patronatslogen befindet sich ein Taufbecken.
Die durch einen Mittelgang getrennten hölzernen Kirchenbänke bieten Platz für rund 150 Besucher. Die Bänke sind grau lackiert.
Die Empore ruht auf acht Säulen und trägt die Orgel.
Im Innern hängt eine Relieftafel, die den Evangelisten Johannes zeigt. Das Werk entstand in der ersten Hälfte des 19. Jahrhunderts aus Eisenguss. Vor der Südseite des Bauwerks erinnert ein Denkmal an die Gefallenen der Weltkriege.
Die Decke des Kirchenraumes ist flach, von ihr hängen in gleichmäßigen Abständen zylinderförmige Pendelleuchten herab.

## Orgel
Die Orgel auf der Empore entstand im Jahr 1863 in der Werkstatt von Friedrich Hermann Lütkemüller. Im Ersten Weltkrieg mussten die Prospektpfeifen im Zuge einer Metallspende des deutschen Volkes abgegeben werden.
Erst nach der deutschen Wiedervereinigung restaurierte die Firma Alexander Schuke Potsdam Orgelbau in den Jahren 1993/1995 in drei Etappen das Instrument. Lütkemüller gilt als Erfinder der Doppeltraktur, die ein gleichzeitiges Spiel zweier Laden von einem Manual aus ermöglicht. Er baute zwei Instrumente in dieser Art, von denen nur noch dieses vorhanden ist. Die Disposition lautet wie folgt:
| I Manual C–d3 |                  |    |
| 1.            | Lieblich Gedackt | 8′ |
| 2.            | Flaut d’amour    | 4′ |

| I Hauptwerk C–d3 |            |       |
| 3.               | Principal  | 8′    |
| 4.               | Gedackt    | 8′    |
| 5.               | Salicional | 8′    |
| 6.               | Praestant  | 4′    |
| 7.               | Flöte      | 4′    |
| 8.               | Nasard     | 2 ⁄3′ |
| 9.               | Octav      | 2′    |

| Pedal C–d1 |          |     |
| 10.        | Subbaß   | 16′ |
| 11.        | Gemshorn | 8′  |

- Koppel: I/P
- Calcanten-Glocke

## Seelsorge

### Pfarrer (Auswahl)
- Peter Krause (aktuell)

### Gruppen, Kreise und Veranstaltungen (Auswahl)
Außer den typischen kirchlichen Nutzungen wie Gottesdienste, Hochzeiten, Firmungen oder Trauerfeiern gibt es einen Singkreis, einen Bibelkreis, Christenlehre, Konfirmandenarbeit, Erntedank, Martinsfeiern und Krippenspiele.
Außerhalb der kirchlichen Nutzung dient der große Kirchenraum auch für Kulturveranstaltungen.